# 穆克登 (名词)
穆克登（穆麟德轉寫：mukden）为常见的满语名詞，意为“兴盛，兴起”，也是「盛京」（沈阳）的满语名。而其不及物動詞形式则为ᠮᡠᡴᡩᡝᠮᠪᡳ（转写：mukdembi），表示上升的过程；其使动态为穆克登布（穆麟德轉寫：mukdembu），作为人名使用；动名词形式的穆克登额（穆麟德轉寫：mukdengge），亦可用为男性人名。